# Eriauchenius workmani
Eriauchenius workmani är en spindelart som beskrevs av O. Pickard-Cambridge 1881. Eriauchenius workmani ingår i släktet Eriauchenius och familjen Archaeidae.
Artens utbredningsområde är Madagaskar. Inga underarter finns listade i Catalogue of Life.